# 魏益三
魏益三（1884年—1964年），字友仁，直隷省正定府藁城縣人，中華民國軍事將領。

## 生平
1914年（民国3年）11月，自保定陸軍軍官学校第1期炮兵科畢業。1917年（民国6年），進入北京陸軍大学第5期學習。此後，曾任保定陸軍軍官学校教官、參與西北邊防軍軍務。1921年（民国10年），赴東北，任東北陸軍第3混成旅参謀長。1924年（民国13年），任第27師参謀長。
1925年（民国14年）11月，隨郭松齡發動兵變反對張作霖，任東北国民軍第5軍軍長兼炮兵司令。翌月，郭敗死，魏益三投奔馮玉祥的国民軍，任国民軍第4軍軍長。1926年（民国15年）3月，国民軍敗北，魏脫離国民軍，自立「正義軍」。後來，投降吳佩孚，任十四省討賊聯軍第四軍總司令。1927年（民国16年）初，加入靳雲鶚的河南保衛軍，任副司令兼第2方面軍軍長。
同年末，魏益三隨靳雲鶚改投国民政府方面。此後接受蒋介石的整編，魏益三任国民革命軍第三十军任軍長、国民革命軍第4集團軍總司令部總参議。1928年（民国17年），參加第2次北伐，任国民革命軍第32軍軍長。同年5月，任國民政府軍事委員会委員。1930年（民国19年）3月，任軍事参議院参議。1935年（民国24年）4月，授陸軍中将銜。1938年（民国27年）3月，任軍事参議院諮議。1944年（民国33年），任軍政部榮誉軍人總管理處處長。此外，他還曾歷任第十一戰区長官部顧問、国防部中将部員。
第二次国共内戰末期，魏益三到雲南省任職。1949年（民国38年）12月，雲南省政府主席盧漢發動雲南起義之際，逮捕了魏益三。此後釋放。任中華人民共和国北京市人民委員会專員。1964年逝世，享年81嵗。

## 著作
- 《郭松齡和奉軍的矛盾》